# Kenyatta Jones
Kenyatta Lapoleon Jones (Gainesville, Florida, 1979. január 18. – Colorado, 2018. június 9.) Super Bowl-győztes amerikai amerikaifutball-játékos.

## Pályafutása
2001 és 2003 között a New England Patriots, 2003–04-ben a Washington Redskins játékosa volt az NFL-ben. 2002-ben Super Bowl-győztes lett a Patriots csapatával. 2008-ban a Tampa Bay Storm, 2009-ben a New York Sentinels együttesében játszott. A Sentinelsben tétmérkőzésen nem szerepelt.

## Sikerei, díjai
- Super Bowl
  - győztes: 2002